# Ceramica greca

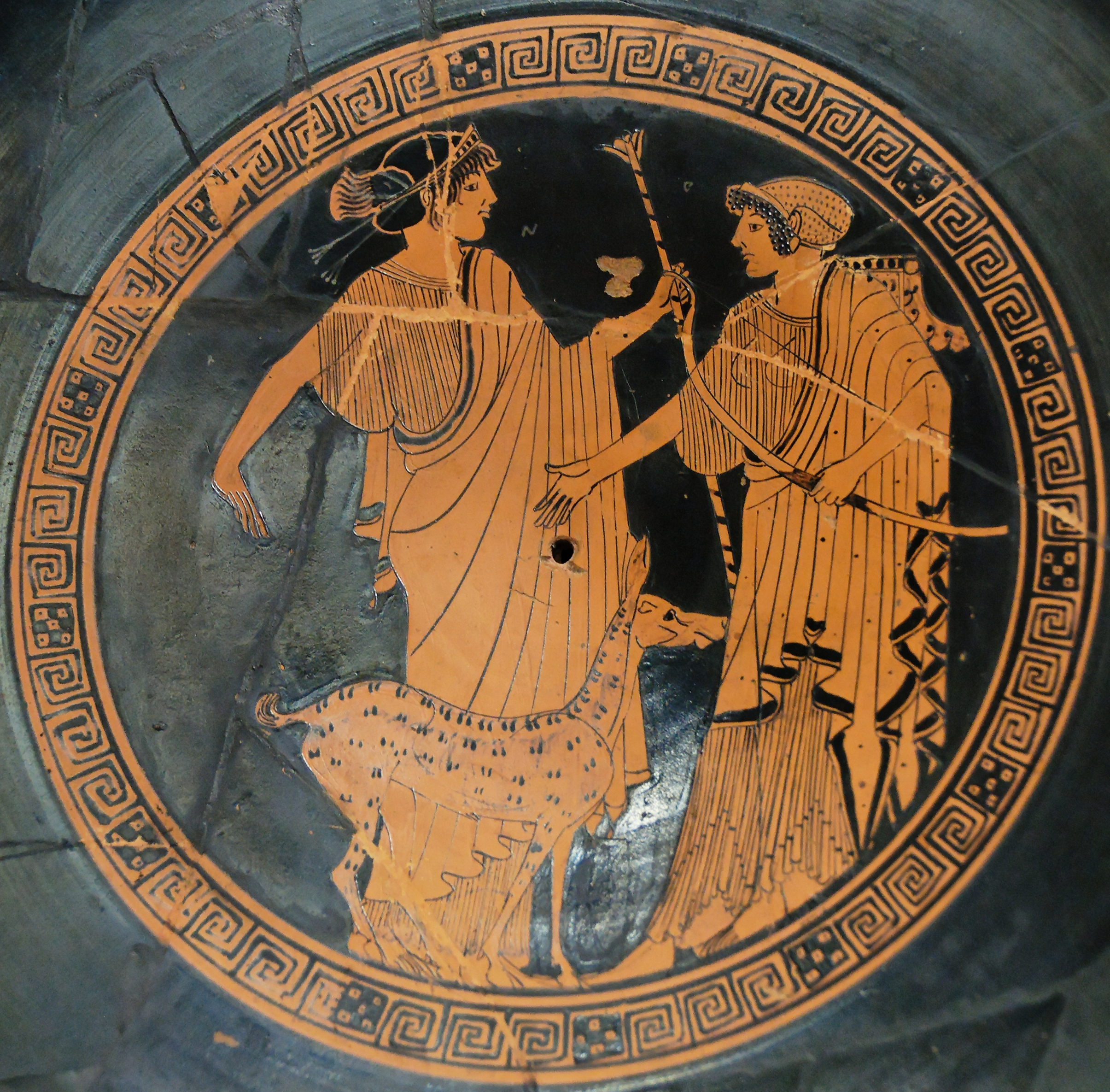
Apollo ed Artemide, tondo di coppa attica a figure rosse 470 a.C., musée du Louvre

L'arte della ceramica e della pittura vascolare raggiunse nell'antica Grecia un alto livello di qualità artistica ed è anche una testimonianza privilegiata della vita e cultura degli antichi Greci.
I vasi greci sono pervenuti ai giorni nostri in gran numero, ma la quantità dei ritrovamenti ceramici rappresenta probabilmente solo un'infima parte della produzione dell'epoca, anche in considerazione del fatto che esistono oggi più di 50.000 vasi provenienti dalla sola Atene.

## Produzione dei vasi
L'argilla utilizzata per produrre i vasi greci è un'argilla bianca comunemente detta caolino. In base alla località di estrazione può, dopo la cottura, assumere colorazioni differenti e ciò è dovuto alla composizione chimica del terreno più o meno ricco di ossidi di ferro. Una volta estratta, l'argilla veniva finemente raffinata tramite setacciamento e decantazione e solo dopo posta sul tornio e modellata. A questo punto il vaso veniva lasciato ad essiccare, rigorosamente all'ombra, fino a che l'argilla cruda non raggiungeva uno stato particolare detto "durezza cuoio". Aggiunte poi anse e piedi, il vaso veniva dipinto con un sottilissimo strato di argilla purificata detta ingobbio e infine posto nella fornace di particolari forni a pozzo per essere cotto.

## Tipologia dei vasi
Le forme della ceramica greca nascono da necessità d'uso domestico, esse venivano riproposte solitamente, salvo rare eccezioni, nei vasi dedicati nei santuari o quelli destinati a scopi funerari. Per questa ragione non ci furono grandi variazioni nel tempo e nello spazio, se non nelle proporzioni e nei dettagli, per una tendenza stilistica legata al periodo di produzione, o una maggiore o minore permeabilità all'influenza proveniente dalle altre arti, soprattutto dalle forme vascolari metalliche, e in misura minore dalla lavorazione del legno.

## Importanza della ceramografia
Lo studio della ceramica non ha soltanto valore fine a se stesso; è emerso infatti come la ceramografia permetta di comprendere, per riflesso, molti aspetti della società antica. La qualità e la quantità dei vasi rinvenuti nei siti archeologici (specialmente nelle necropoli), i dati relativi alla produzione e all'esportazione dei manufatti ci informano con molta precisione circa le condizioni socio-economiche in cui versava la società produttrice. Lo studio della ceramica, inoltre, acquista notevole rilevanza anche in relazione alla questione delle datazioni. I vasi greci infatti consentono di essere datati, almeno sino ad età ellenistica, con un margine di errore massimo di dieci anni; è evidente dunque che, nel momento in cui vengono rinvenuti dei manufatti associati a uno o più vasi essi possono essere datati (purché si verifichino le opportune condizioni) assieme al vaso. Le decorazioni offrono infine, a partire dal periodo figurativo attico, elementi utili a comprendere aspetti importanti dell'antropologia del mondo antico (legati soprattutto alla quotidianità descritta dalle scene dipinte sui vasi) e del mito greco. Non è raro che la filologia classica si appelli alla ceramica antica nella ricostruzione e nell'esegesi del mito.

## Decorazione figurata
Nella storia della ceramografia greca i soggetti mitologici sono i più frequenti, solo nel tardo periodo arcaico e nel periodo classico si trova un numero maggiore di soggetti riferentesi alla quotidianità. La contemporaneità e la ritrattistica sono temi accolti solo nel IV secolo a.C.
Il mito per il popolo greco si identificava con la propria storia e si riferiva alle imprese degli eroi dell'età del bronzo, veniva tramandato in modo informale e poteva essere modificato lasciando all'artista ampia libertà di formulazione. I poemi omerici cominciarono ad essere tramandati in forma scritta dal VI secolo a.C. e a partire dal V secolo a.C. le narrazioni tradizionali furono rappresentate sulla scena teatrale. La ceramica decorata era un mezzo di espressione comprensibile a chiunque; gli altri luoghi dedicati alla rappresentazione pittorica nell'antica Atene erano gli interni e le mura di alcuni edifici pubblici, soprattutto templi, costruzioni concepite come eterne, non soggette a mutamenti. I vasi restituiscono l'immagine che le persone comuni avevano del proprio mondo essendo stati il veicolo abituale attraverso il quale si usava commentare il presente, ad un livello inferiore rispetto a quello espresso da poeti, sacerdoti e uomini politici.
Attraverso le iscrizioni vascolari, soprattutto in alcuni periodi storici, si usava indicare i nomi dei principali personaggi rappresentati, esse tuttavia non sempre sono di aiuto per il riconoscimento delle figure minori o dell'intera scena rappresentata; possedevano un valore intrinseco a livello decorativo e questo è documentato dalle numerose iscrizioni prive di senso ritrovate sui vasi arcaici. Attributi, scelti tra altri disponibili per uno stesso culto, vesti o la composizione della scena, rappresentavano ulteriori elementi distintivi e potevano talvolta svolgere funzioni narrative; tuttavia, esigenze compositive o di simmetria potevano indurre il ceramografo a inserire figure o particolari che complicano il lavoro di interpretazione.
La decorazione figurata era costituita essenzialmente da fregi e pannelli. In base alla forma del vaso i fregi potevano essere corti e a ventaglio, come nell'esterno delle coppe, e i pannelli potevano essere circolari, come nell'interno delle coppe; i rettangoli erano per lo più trapezoidali e con lati arrotondati. La decorazione ornamentale intorno alla zona figurata divenne col tempo meno importante e le figure potevano talvolta sovrapporsi o interagire con essa. I primi schemi per i bordi ornamentali risalgono allo stile geometrico e al periodo orientalizzante.
Il campo pittorico del ceramografo era bidimensionale e privo di prospettiva, le figure si disponevano su un'unica linea del suolo, tranne nelle poche rappresentazioni a diversi livelli ispirate alle pitture parietali. Il numero dei personaggi poteva essere ridotto fino alla possibilità di dipingere una sola figura e talvolta tale riduzione poteva dipendere unicamente da scelte espressive. Nelle pitture a figure nere del VI secolo a.C. i lati di un pannello o di un fregio potevano essere occupati da anonimi personaggi, privi di funzione narrativa, nella veste di spettatori, presenti a sottolineare la rilevanza della scena. Il lato secondario dei vasi era solitamente meno curato, tranne nei casi in cui le due scene svolgevano narrazioni complementari e solitamente si tratta di opere di artisti di qualità superiore. Nelle figure nere il lato secondario e le altre aree di importanza minore presentavano decori animali o floreali impiegati unicamente per occupare lo spazio; sui vasi a figure rosse non è insolito trovarvi figure prive di significato. Sulle coppe era considerato principale il lato visibile tenendo la coppa in modo da vedere correttamente il tondo interno.

### Stile protogeometrico

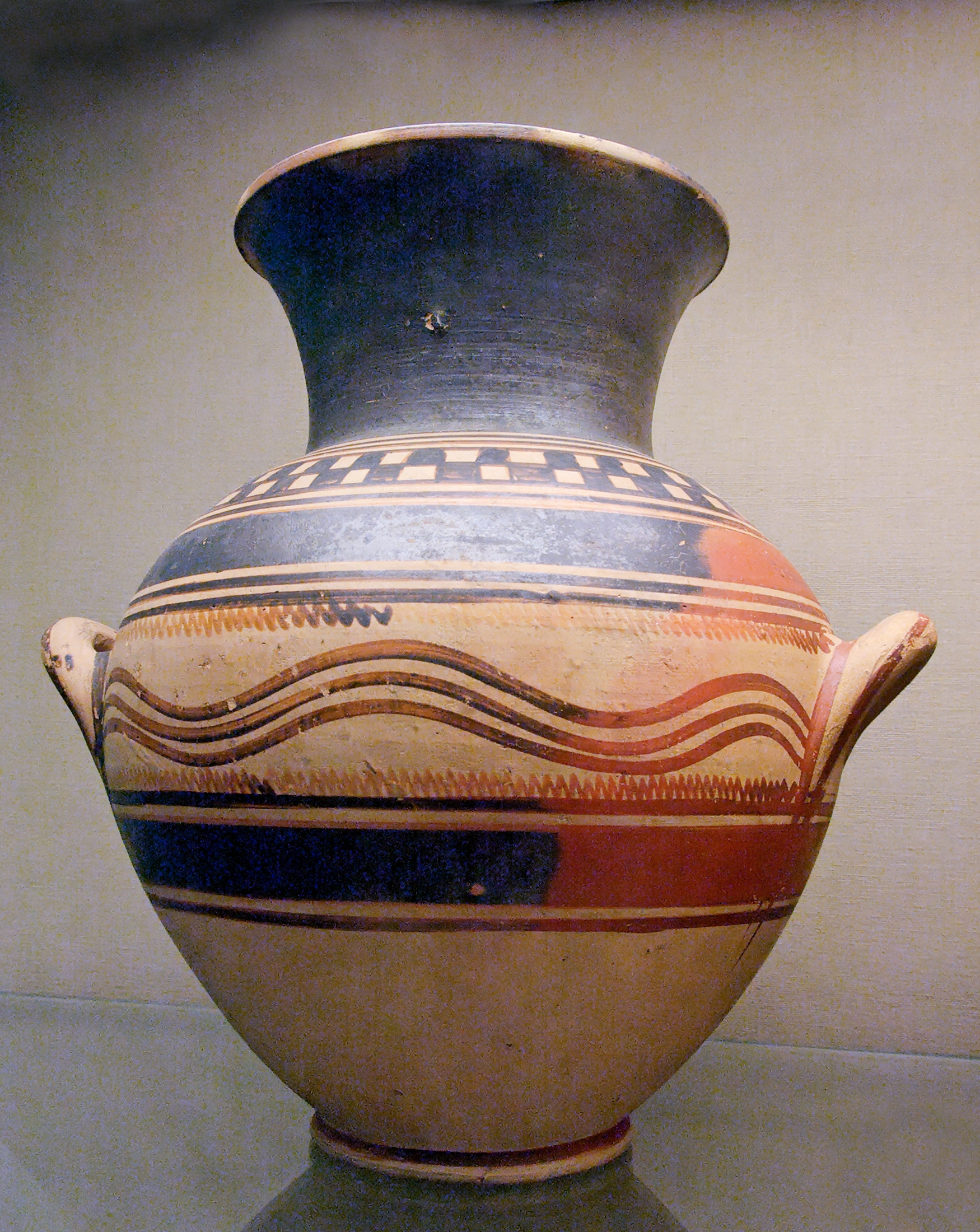
Anfora globulare ansata, 950-900 a.C., h 35 cm. British Museum A1123.

I vasi del periodo protogeometrico (v. 1050 a.C.-900 a.C.) costituiscono una delle essenziali testimonianze relative all'inizio dei secoli oscuri della civiltà greca.
Nella sua fase più tarda, nel corso del XII secolo a.C. la ceramica micenea (stile "submiceneo") aveva mostrato un impoverimento e schematizzazione del repertorio decorativo: ampie superfici erano prive di decorazione, mostrando lo sfondo del colore naturale del vaso e la decorazione si riduceva a fasce di linee ondulate tracciate a mano libera o semicerchi concentrici, o insiemi di cerchi, linguette, volute, triangoli, reticoli.
La varietà delle forme ceramiche si era ridotta a pochi tipi. Le forme sopravvissute della ceramica micenea divennero ben definite, con netta articolazione delle diverse parti del vaso, il ventre assunse forme ovoidali con una progressiva tendenza allo snellimento. Tra le forme principali troviamo l'anfora a collo distinto, l'oinochoe con imboccatura trilobata, la lekythos, il cratere, lo skyphos, la coppa ad una sola ansa e il kantharos a due anse.
La decorazione vascolare restava semplice e si adattava alla conformazione dei vasi sottolineandone le forme. I motivi decorativi venivano tracciati in modo geometricamente più rigoroso, con i semicerchi concentrici tracciati a compasso e le linee orizzontali di spessore uguale e parallele. I motivi decorativi curvilinei scomparvero a favore di ornati rettilinei, come il meandro, inoltre il colore naturale dell'argilla scomparve ricoperto da zone verniciate di un nero brillante (già tipico dell'età del bronzo) che inquadravano le zone decorate.
Dall'Attica lo stile protogeometrico venne esportato e imitato nelle diverse regioni greche, dando origine a diversi stili locali.

### Stile geometrico

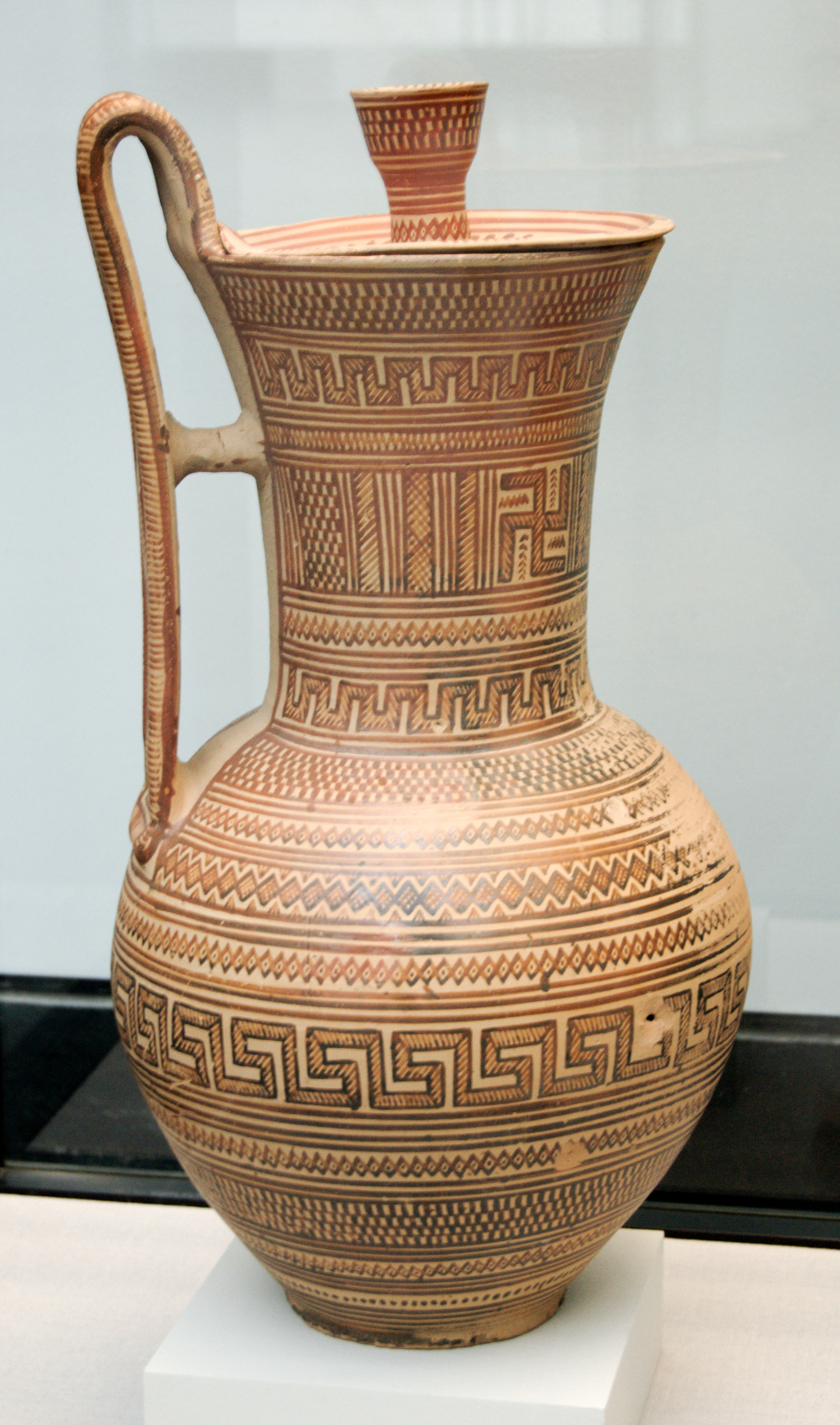
Brocca attica, Tardo geometrico, 740 a.C., Staatliche Antikensammlungen di Monaco di Baviera

L'evoluzione dello stile protogeometrico attico è lo stile geometrico, datato tra il IX e l'VIII secolo a.C. Le fasce ornamentali sempre più numerose e fitte scandiscono in questo periodo le parti del vaso annullando le superfici a vernice nera.
Il meandro riempito a tratteggio divenne il motivo decorativo più tipico, accompagnandosi a rombi, motivi a zig zag, denti di lupo, scacchiere e reticoli. Nei riquadri si inserirono svastiche e rosette a quattro foglie. I motivi decorativi si arricchirono di elementi figurati, in particolare figure umane e cavalli.
Le forme dei vasi divennero più articolate e slanciate e anfore e crateri di grandi dimensioni vennero utilizzati come segnacoli per le tombe. Particolarmente ricchi sono i reperti provenienti dal cimitero ateniese del Dipylon. Le scene figurate rappresentavano temi funerari, come la próthesis (esposizione e lamentazione del morto).
Si distinguono alcune officine e alcune personalità, tra le quali spicca il Maestro del Dipylon e la sua bottega.

### Stile orientalizzante
L'esaurimento dello stile geometrico lasciò aperta la via a nuove influenze dal Vicino Oriente; nella ceramografia greca i modelli provenivano da arti maggiormente sviluppate presso quelle popolazioni come la lavorazione di metalli, avori e forse tessuti, le quali mischiavano tradizioni ittite, assire, egiziane ed erano diffuse nel nord della Siria. Il nuovo stile si sviluppò dal 725 a.C. con l'importazione di una nuova gamma di motivi animalistici come sfingi, grifoni, leoni, ecc... , o vegetali, come fiori di loto e rosette, con un più libero uso di elementi curvilinei e un più organico senso della forma.
Pittura a risparmio e incisione ravvivarono la silhouette geometrica, animali e scene narrative furono gli ambiti principali di applicazione. L'animal style è lo stile orientalizzante propriamente detto, lo stile del VII secolo a.C. Corinto fu la prima città greca ad adottare e sviluppare questa nuova tendenza, seguendo impulsi provenienti probabilmente dalla Siria; ad Atene, in alcune delle isole Cicladi e a Creta il cambiamento iniziò nel 700 a.C. Lo stile protocorinzio si basava su un elegante stile animalistico a figure nere con pochi ammirabili esempi di figure umane; nel terzo quarto del VII secolo a.C. invase i mercati greci e giunse sino al secondo quarto del VI secolo a.C.

#### Ceramica protocorinzia

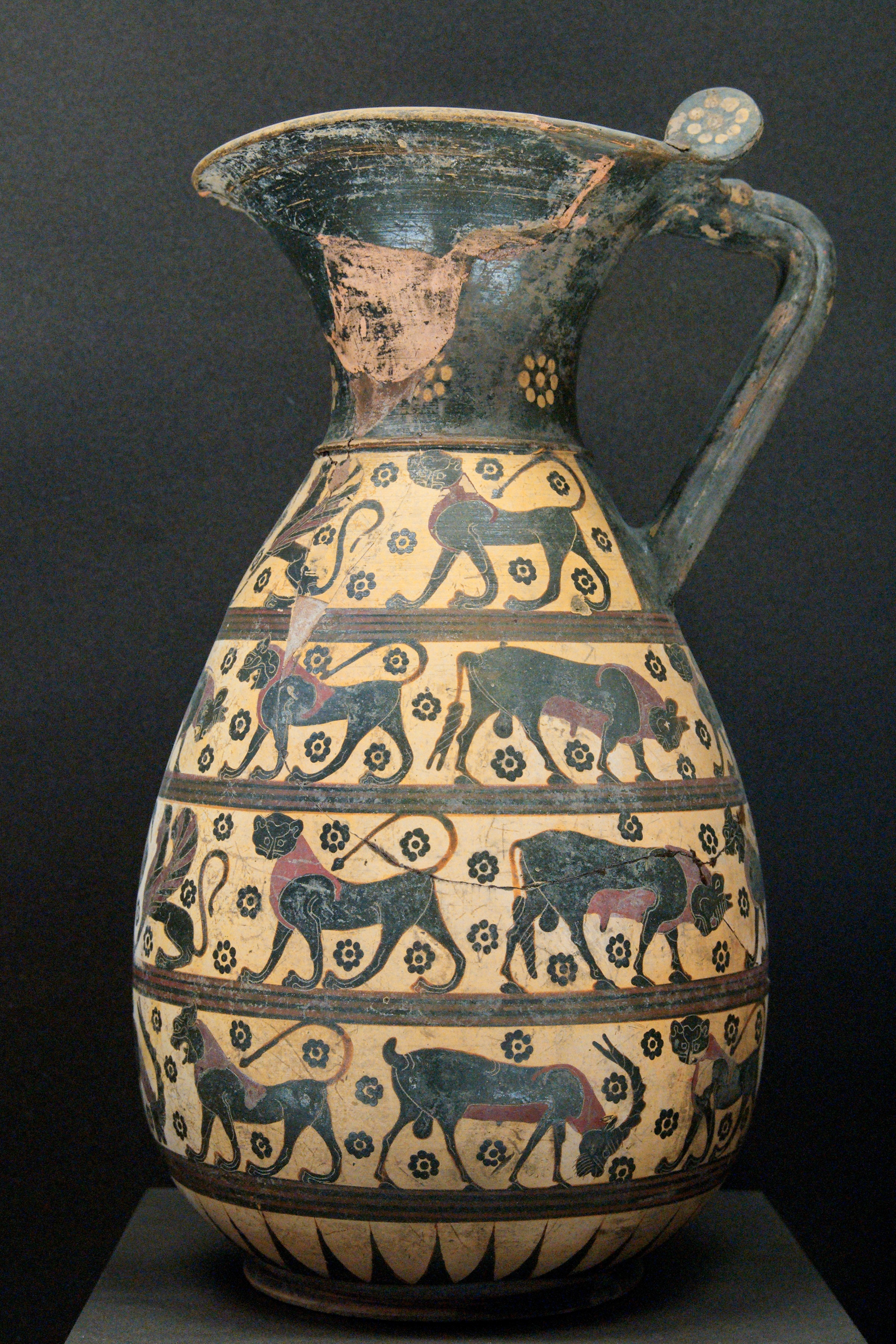
Olpe protocorinzia, v. 640-630 a.C., h 32,40 cm. Parigi, Museo del Louvre Cp 10475

Durante il tardo geometrico beni e artigiani di altri paesi cominciarono ad affluire in Grecia portando un nuovo repertorio di forme che le fabbriche di Corinto assorbirono prontamente. Furono assunti a modello i bronzi e gli avori orientali che recavano incise o lavorate a bassorilievo figurazioni più complesse e ricche di particolari rispetto alle silhouette stilizzate diffuse in ambito greco. La complessità dei nuovi motivi portò i vasai corinzi a elaborare la tecnica a silhouette fino alla creazione di una nuova tecnica che viene chiamata a figure nere e che si trova originariamente sui vasi denominati protocorinzi (stile orientalizzante corinzio) termine con il quale si identifica la produzione compresa tra la fine dell'VIII secolo a.C. e il 625 a.C. circa per distinguerla dalle più recenti serie chiamate corinzie (625-550 a.C.).
La migliore ceramica protocorinzia si esprime in uno stile miniaturista, la decorazione si svolge in fasce ripetute intorno al vaso, le figure sono prevalentemente animali, reali o fantastici, che si inseguono o sono posti uno di fronte all'altro in posa araldica; la decorazione fitomorfa è secondaria o di riempimento. Verso la metà del VII secolo a.C. vengono introdotti gli episodi eroici e le rappresentazioni orientali di battaglie vengono reinterpretate come appartenenti al mito greco. La ceramica protocorinzia si arricchirà anche di motivi plastici e sarà la prima ceramica greca di larga esportazione.

#### Ceramica protoattica

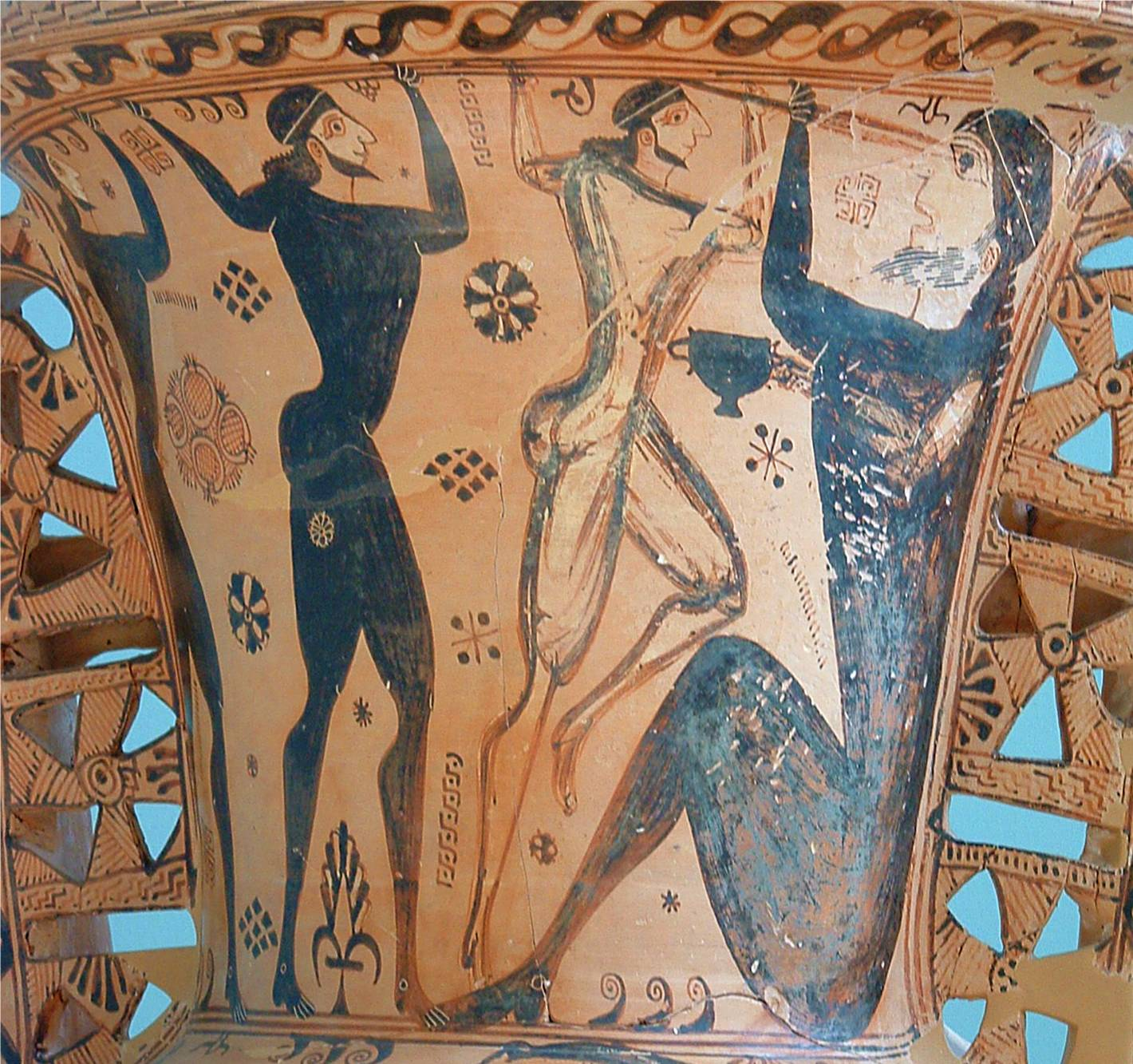
Pittore di Polifemo (attr.), Ulisse e Polifemo, dettaglio di anfora protoattica in stile bianco e nero (Anfora di Eleusi), c. 660 a.C., h 142 cm, museo di Eleusi

Il termine protoattico si riferisce alla ceramica ateniese prodotta durante il VII secolo a.C., tra il 700 e il 610 a.C. circa. Ad Atene lo stile geometrico si era distinto per un forte senso dell'ordine, ma le generazioni successive mostrarono una tendenza all'immaginazione grandiosa e alla sperimentazione. Nell'ultimo quarto dell'VIII secolo a.C. le figure sui vasi attici geometrici progressivamente si fecero più grandi e corpose assumendo posizioni stabili e proporzioni più corrette. Comparvero gli animali, reali e fantastici, ma la generale tendenza sperimentale del VII secolo a.C. venne applicata in Attica alle grandi scene mitologiche, sfuggendo alla pura decorazione vascolare di derivazione corinzia per una reale continuità di interesse nei riguardi delle scene narrative. La provincialità di Atene in questo periodo allo stesso tempo la metteva al riparo dal rischio della "massificazione" dovuta ad una grande richiesta nella produzione, come sarebbe accaduto a Corinto; raramente sono state trovate testimonianze protoattiche al di fuori dall'Attica o dell'isola di Egina.

#### Altri stili orientalizzanti

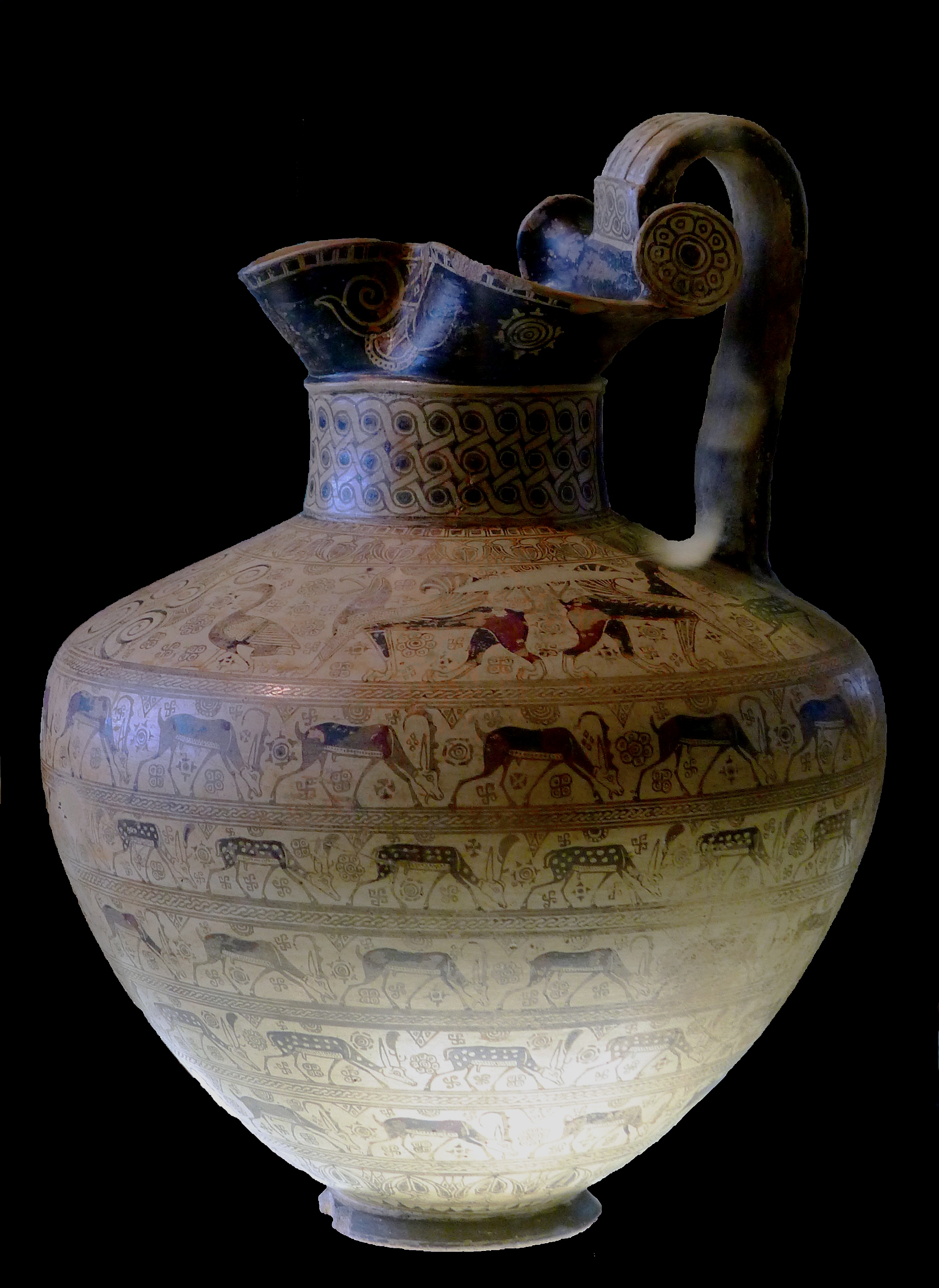
Oinochoe milese in stile capra selvatica, detta la Marsigliese o Oinochoe Levy, tardo VII secolo a.C., h 39,5 cm. Parigi, Louvre E658

La ceramica greco-orientale rimase a lungo legata allo stile geometrico, fino alla metà del VII secolo a.C., epoca in cui fu adottata la decorazione a fregi con figure di animali. Questo stile conosciuto come stile delle capre selvatiche prende il nome dal suo soggetto più ricorrente ma sono presenti anche altri animali e mostri orientalizzati spesso affrontati in posizione araldica intorno a composizioni vegetali. È uno stile regionale di notevole uniformità riconoscibile rispetto ad altri stili orientalizzanti della Grecia, con i suoi animali in nero e porpora, in parte contornati e su un fondo quasi bianco; la forma preferita per questi vasi era l'oinochoe o il piatto. Molti di questi prodotti sono stati attribuiti a Rodi essendo stata questa la prima fonte di scavi, ma lo stile era presente in tutta l'Asia minore, con centri di produzione a Samo, Mileto e Chio.
A Creta la forte tradizione della scuola geometrica influenza il nuovo stile orientalizzante che giunge sull'isola alla fine dell'VIII secolo a.C. e che si manifesta in un primo tempo in un'inusuale astrazione degli ornamenti fitoformi accolti insieme a cerchi, fasce e pannelli di stile geometrico. Durante il VII secolo a.C. la decorazione si fa più libera, mostrando una tendenza alla dispersione nei diversi dettagli piuttosto che alla stabilizzazione di uno stile. Il prodotto più interessante del primo periodo è costituito da una serie di pithoi policromi coperti da un ingubbio chiaro e sovradipinti con colori opachi rosso e indaco, ai quali viene assegnato un medesimo valore, una propensione sconosciuta al mondo greco e forse attribuibile a influenze cipriote. Altre sperimentazioni tipiche del VII secolo a.C. si manifestano a Creta nell'alternanza tra pittura scura su fondo chiaro e pittura chiara su fondo nero, applicate talvolta su uno stesso vaso, l'uso di tecnica a risparmio e incisione, un'anticipazione delle figure rosse attiche risparmiate su fondo scuro, alcuni vasi in bucchero. Se l'impulso orientalizzante originario giunge a Creta direttamente da Cipro, in seguito la ceramica cretese si volge a Corinto. Le forme più diffuse sono il pithos e il dinos fra quelle di grandi dimensioni; tra le numerose e differenti oinochoai la più frequente ha imboccatura tonda; l'ariballo è molto popolare ed ha inizialmente forma globulare che passa in seguito alla forma ovoidale di imitazione corinzia, mentre gli alabastra sembrano derivare dalla forma cipriota. Numerose ancora sono le kotylai e le coppe; frequenti le decorazioni plastiche aggiunte.
La ceramica cicladica presenta fenomeni molto diversificati e di breve durata; come quella protocorinzia è in genere poco interessata alla figura umana, ma in questo panorama si distingue la ceramica denominata melia da Melos che presenta ampie scene figurate in tecnica policroma dove l'influenza delle figure nere è solo imitativa ovvero non si presentano incisioni, inoltre è caratteristica di questa produzione l'affollarsi di elementi eterogenei che rendono difficile la lettura (i.e. Anfora paria, "melia", seconda metà VII secolo a.C., h 97 cm. Atene, Museo archeologico nazionale 911).

### Figure nere

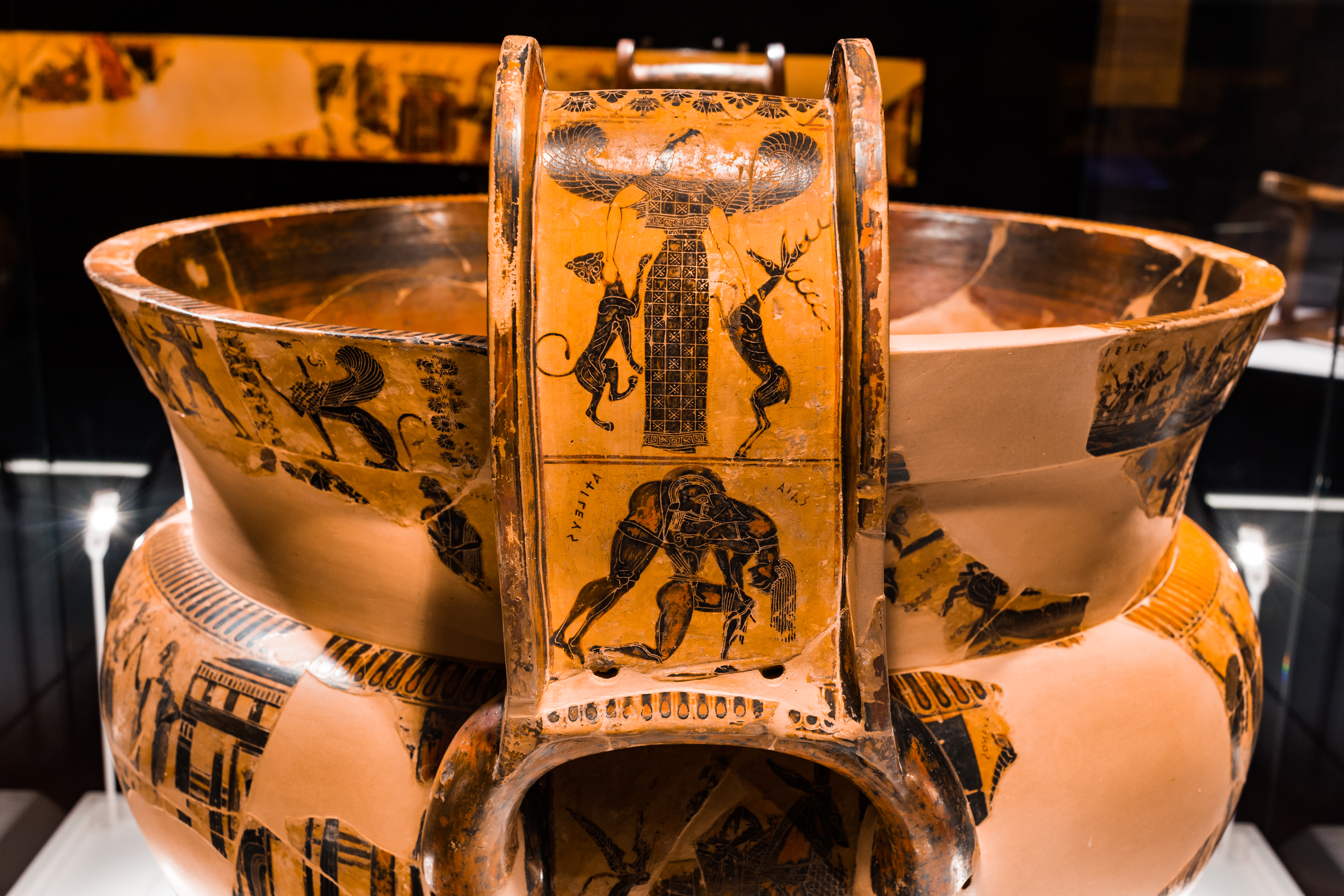
Vaso François (particolare dell'ansa), Firenze, Museo archeologico nazionale 4209

La ceramica a figure nere è una tecnica della ceramica greca introdotta a Corinto all'inizio del VII secolo a.C. Ad Atene la nuova tecnica viene adottata senza riserve solo intorno alla metà del VII secolo a.C., si sviluppa pienamente nell'ultimo quarto e raggiunge il suo apogeo nel secolo successivo. A partire dal 530 a.C., fu gradualmente sostituita dalla tecnica a figure rosse. La ceramica a figure nere è caratterizzata dal disegno di figure in vernice nera sul fondo d'argilla e dall'utilizzo delle incisioni (praticate prima della cottura), tramite bulino o altri strumenti appuntiti, per evidenziarne i particolari che risultano così costituiti dall'emergere del colore proprio del fondo argilloso. Altri particolari potevano essere aggiunti tramite pigmenti rossi o bianchi. Benché si tratti di una tecnica a quattro colori, almeno nella sua forma pienamente sviluppata, l'unico elemento che la caratterizza e che giustifica l'identificazione della tecnica stessa è la presenza delle incisioni.
Prima della fine del VII secolo a.C. la molteplicità sfuggente del mondo visibile era ormai condensata in poche e ben ponderate forme sufficienti ad esprimere le principali attività e atteggiamenti di uomini e animali. Nella formazione di questo patrimonio iconografico Corinto aveva svolto una parte fondamentale. I volti femminili sono bianchi, dipinti sopra la silhouette nera che affiora sotto l'incisione; il rosso è riservato alla parte maschile e questa suddivisione era già stata adottata dall'arte egizia. I volti sono generalmente rappresentati di profilo, la vista frontale è riservata a figure grottesche e mostruose come satiri e gorgoni. L'espressione è affidata alla gestualità. Negli uomini la barba è simbolo di matutrità o di classe. Tutto è retto da convenzioni da cui gli artisti raramente si allontanano.

#### Figure nere attiche
Tecnicamente la ceramica attica a figure nere è di qualità eccellente, eseguita con estrema cura dalla lavorazione dell'impasto alla modellazione. La cottura consegue una copertura nera lucente e la composizione privilegia il pannello piuttosto che il fregio, ma la decorazione figurata può variare dal miniaturistico al monumentale. Il gusto per i motivi tratti dai racconti mitologici e la composizione in un solo grande registro sono gli elementi innovatori della ceramica ateniese; il Pittore di Nesso fu tra i primi ad adottare le figure nere ad Atene continuando a decorare grandi anfore funerarie con grandi figure disegnate con un senso della proporzione sconosciuta ai ceramografi corinzi; per dare maggiore enfasi alle figure nere, non adatte ai grandi vasi ateniesi si tendeva a raddoppiare le linee del disegno. Altri ceramografi, tra i quali Chèlide, seguirono questo stile continuando a dipingere sia ornamentazioni animalistiche sia scene narrative e alcuni di questi vasi verso il 600 a.C. cominciarono a diffondersi in Grecia e non solo. Fu verso il 570 a.C. che Atene si distaccò dall'influenza corinzia scegliendo decisamente di dedicarsi alle scene narrative e creando uno stile proprio; il capolavoro di questa svolta è il Vaso François. In questo periodo che coincide con l'inizio della fase matura delle figure nere attiche iniziano in alcuni casi a differenziarsi i ruoli del vasaio e del pittore. I grandi vasi funerari lasciano progressivamente il posto a vasi della vita quotidiana, come idrie, coppe e crateri. Le forme vascolari non sono ininfluenti nella formazione dello stile attico a figure nere e l'evoluzione della coppa da vino in particolare. Tra i nomi da ricordare si trovano quello di Lydos, del Pittore di Amasis che disegna figure eleganti e dotate di insolita vivacità e di Exekias, suo contemporaneo il quale raggiunge uno stile classico improntato a severità eroica. Questi artisti lavorano ad Atene negli anni della dominazione dei Pisistratidi, un periodo di grande attività nei lavori pubblici e di prosperità economica.

### Figure rosse

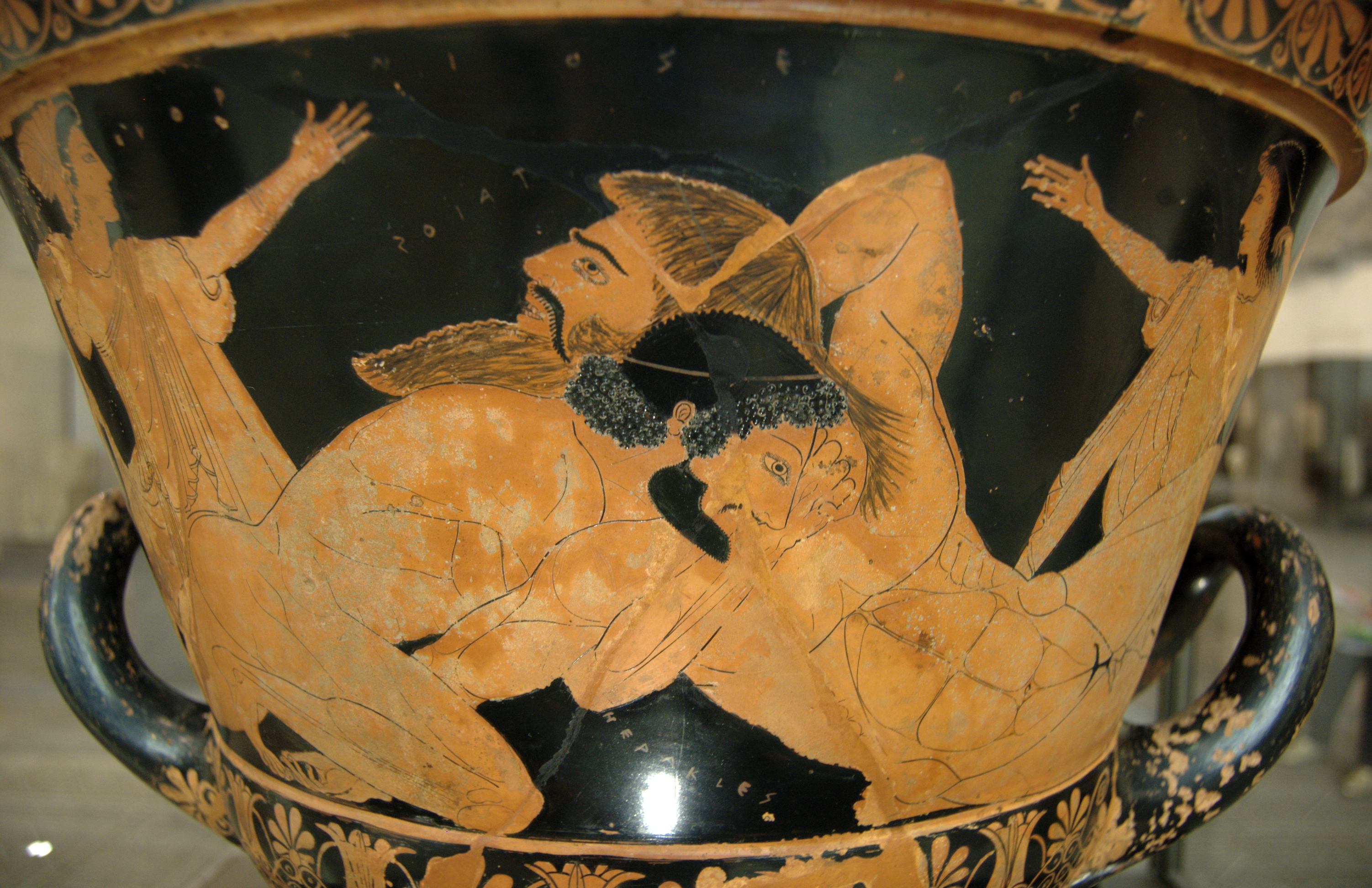
Eufronio, cratere di Ercole e Anteo (515 a.C. circa, Louvre)

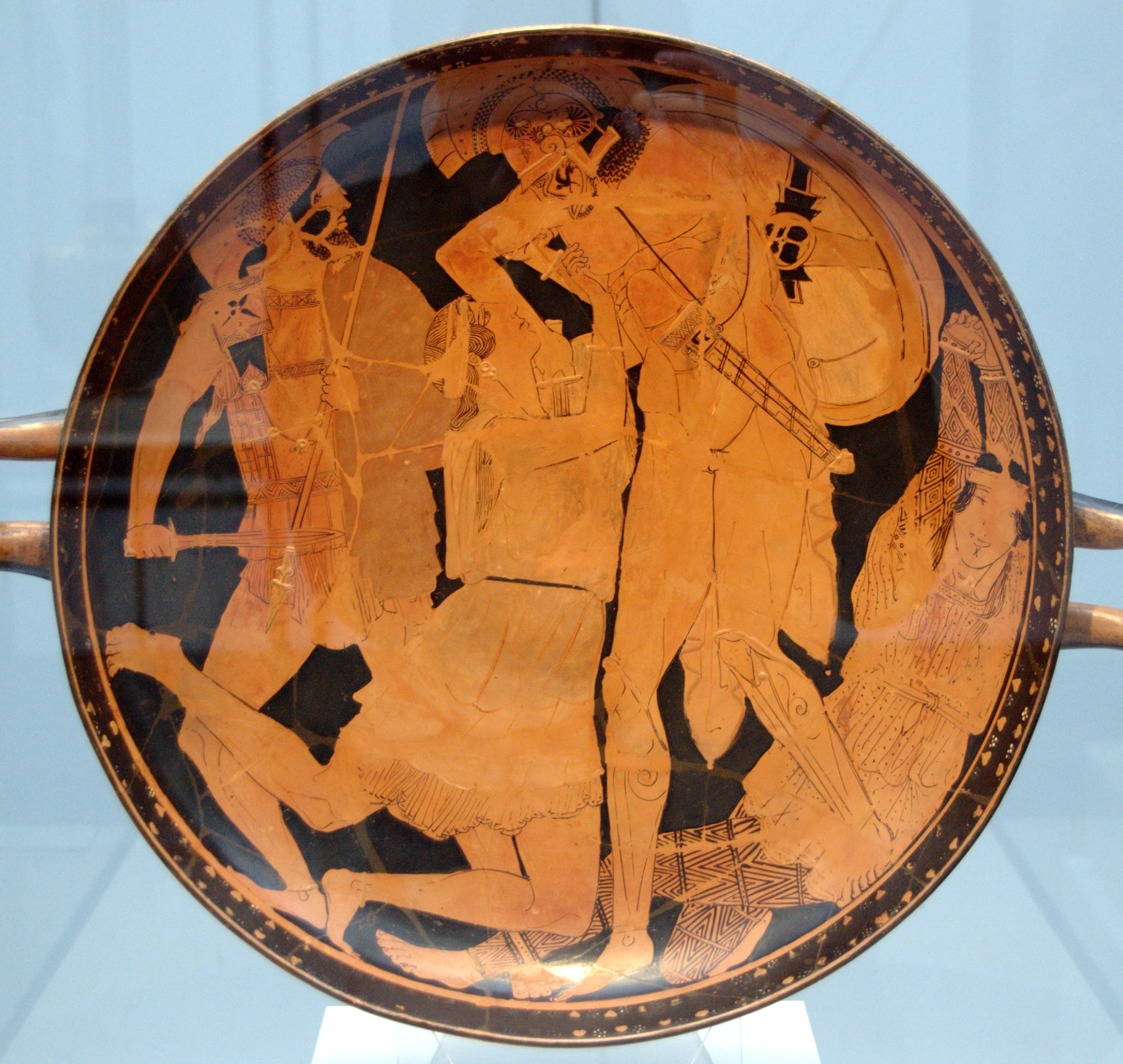
Pittore di Pentesilea, Achille e Pentesilea, 460 a.C. circa, Gliptoteca, Monaco

La ceramica a figure rosse fa la sua comparsa ad Atene verso il 530 a.C.; la data è stata fissata in base alla somiglianza stilistica tra le prime figure dipinte sui vasi a figure rosse e le figure del fregio del Tesoro dei Sifni a Delfi, per la datazione delle quali esistono testimonianze certe. La nuova tecnica consiste in un'inversione di tendenza rispetto a quella delle figure nere, essa infatti prevede che il fondo del vaso sia dipinto di nero, mentre le figure risparmiate hanno il colore rossastro della terracotta e i dettagli sono dipinti e non più incisi. Si tratta in qualche modo di un ritorno alla tecnica a contorno del periodo orientalizzante. La maggiore fluidità della linea rispetto all'incisione permise un miglioramento del disegno, soprattutto per quanto riguarda i particolari delle vesti e per i dettagli anatomici delle figure; una conseguenza della maggiore facilità del dettaglio fu inoltre la perdita della simbologia affidata ai colori. Comparvero lo scorcio e la veduta di tre quarti. La migliore versatilità della tecnica permise di riprendere le contemporanee conquiste della pittura monumentale e della statuaria.
Il centro di maggior produzione rimase Atene, dove nel quartiere dei vasai, il Ceramico, tra VI e V secolo a.C. lavorarono circa 200 pittori e 500 ceramisti. La prima attestazione della nuova tecnica è rinvenibile nei vasi del Pittore di Andocide; in alcuni casi nel primo periodo si trovano vasi, cosiddetti bilingui, sui quali coesistono scene a figure nere e rosse. Euphronios e Euthymides alla fine del VI secolo a.C. si dimostrarono debitori dello stile classico di Exekias. Altri ceramografi che si espressero nel nuovo stile durante il periodo arcaico furono Oltos, Epiktetos, il Pittore di Berlino, il Pittore di Kleophrades, Onesimos, Duride, il Pittore di Brygos, Carino. Tra questi Euphronios fu tra i primi a sfruttare appieno le possibilità della nuova tecnica, come dimostra il cratere con la lotta tra Eracle e Anteo (Louvre, 515 a.C. circa), proveniente da Cerveteri: i protagonisti appaiono tesi nello sforzo della battaglia, con una resa curata dell'anatomia che sottintende la contrapposizione tra bestialità e razionalità; la forma compositiva, con due figure simmetriche ai lati che esprimono spavento sollevando le braccia, denuncia una chiara derivazione da sculture di frontoni. Il rinnovamento attuato all'inizio del V secolo a.C. dai pittori su larga scala come Polignoto di Taso e Mikon di Atene, attivi all'epoca di Cimone, venne subito ripreso dai ceramisti. Il pittore di Kleophrades, ampliò la tavolozza dei colori disponibili, come si vede in un'idria al Museo archeologico nazionale di Napoli (detta Hydria Vivenzio) con scene dell'Iliade e dell'Odissea: le figure, rese con la semplice linea di contorno, mostrano un disegno raffinato che suggerisce effetti plastici, accentuata è la gestualità dei personaggi che danno un senso drammatico alle scene.
La tecnica a figure rosse rimase la tecnica maggiormente diffusa lungo tutta l'età classica. Il pittore dei Niobidi fu l'autore di un vaso con la strage dei Niobidi e con gli eroi a riposo, in cui le figure stanno a livelli diversi su di uno sfondo quasi neutro (solo qualche linea accenna al paesaggio), definendo un preciso rapporto tra figura e spazio, una delle conquiste di Polignoto di Taso. Per tutto il V secolo a.C. continuò l'influenza dei pittori sui ceramografi. Il pittore di Pentesilea in una kylix alla Gliptoteca di Monaco mostrò il momento in cui Achille trafigge l'amazzone Pentesilea, con gli sguardi dei due che si incrociano, pieni di un sentimentalismo che rivela l'amore ormai impossibile; dettagli come il corpo della donna caduta che risale il bordo del vaso o l'affollarsi dei personaggi intorno rivela l'ispirazione a composizioni pittoriche di grandi dimensioni.

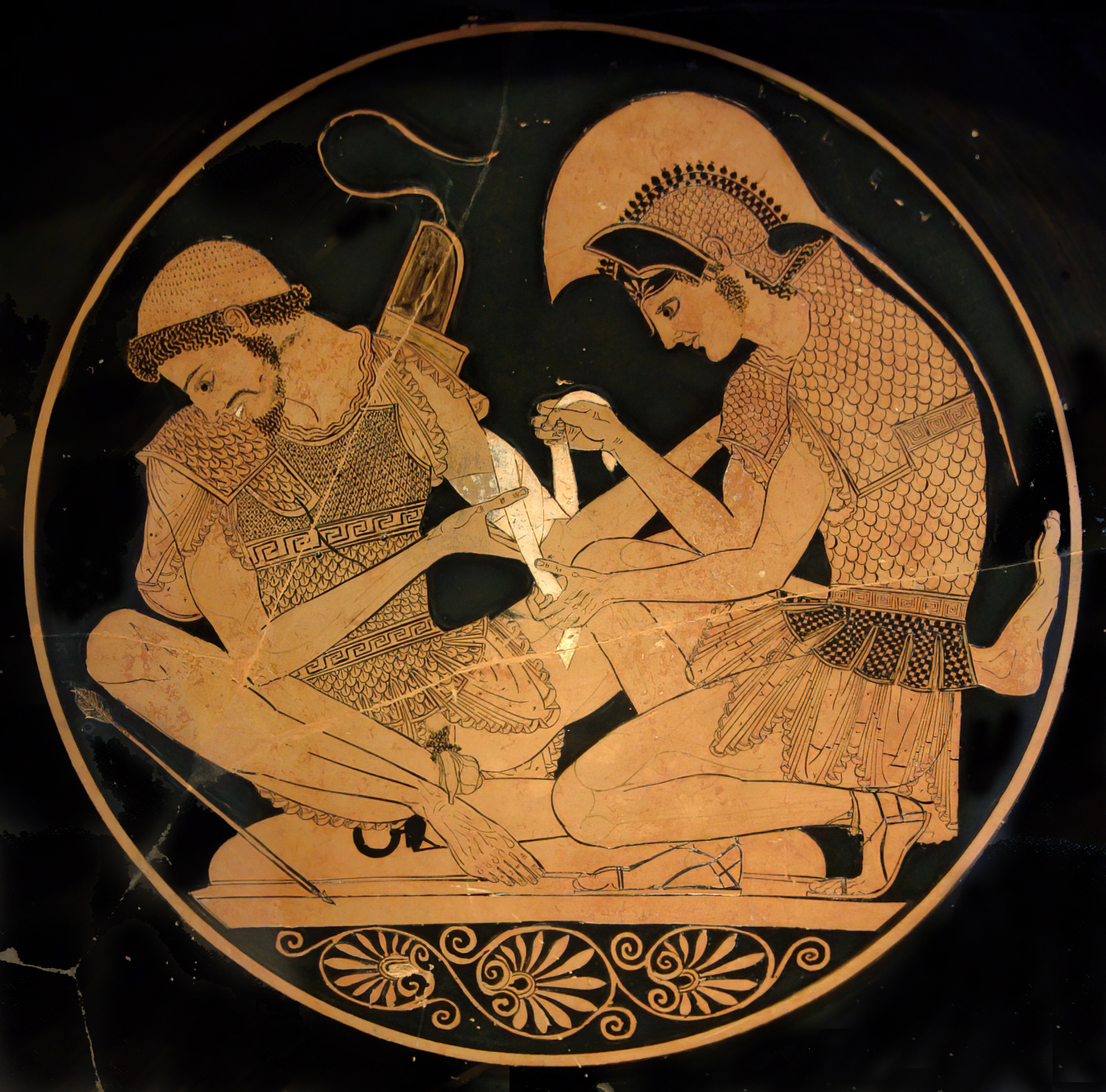
Pittore Sosias (attribuzione incerta), Achille benda Patroclo, Antikensammlung, Berlino
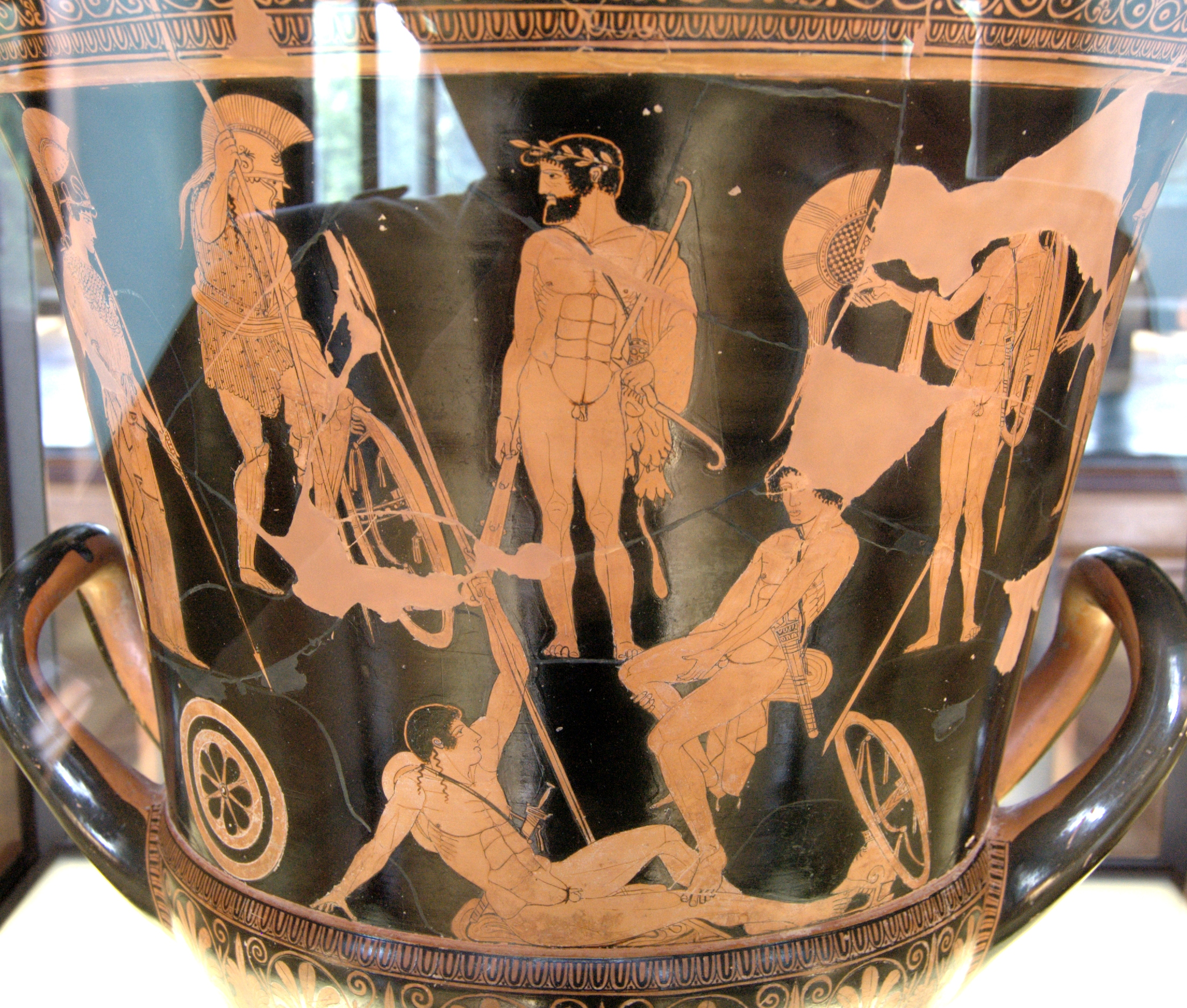
Pittore dei Niobidi, Ercole tra gli Argonauti, Louvre, Parigi
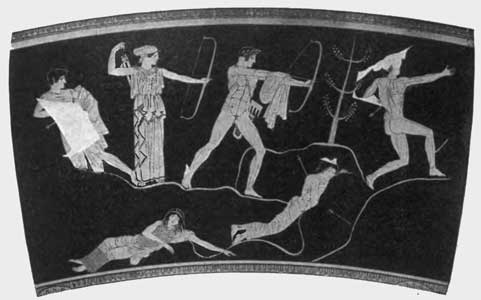
Pittore dei Niobidi, svolgimento della Strage dei Niobidi, 460 a.C. circa, Louvre, Parigi

### Figure bilingui

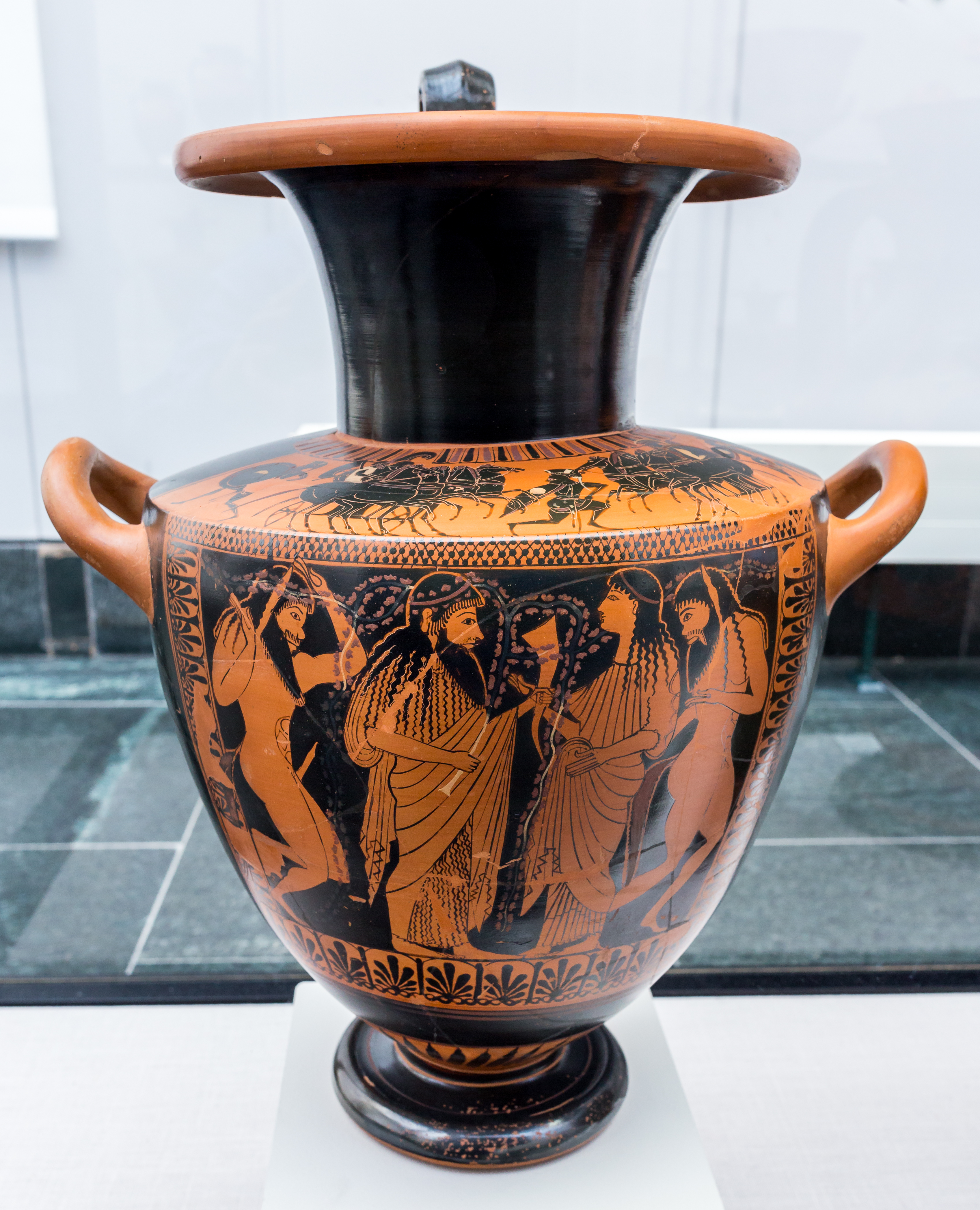
Hydria attica bilingue (figure nere sulla spalla e rosse sul corpo), 510 a.C. circa, Staatliche Antikensammlungen, Berlino

Il termine "vasi bilingui" si riferisce a manufatti di ceramica dell'antica Grecia decorati con le tecniche delle figure nere e delle figure rosse usate contemporaneamente. Questi vasi rappresentano anche il periodo di transizione in cui la tecnica delle figure rosse stava gradualmente soppiantando quella delle figure nere come decorazione principale. Questo periodo di transizione è avvenuto nel tardo VI e primo quarto del V secolo a.C. La comparsa di questi vasi potrebbe essere stata influenzata dall'incertezza iniziale sul mercato riguardo all'accoglienza della nuova tecnica decorativa.
Le forme predominanti per questo tipo di decorazione erano l'anfora a profilo continuo di tipo B e le coppe a occhioni. In alcuni casi, un lato dell'anfora veniva decorato con figure nere e l'altro lato con figure rosse, come ad esempio nell'anfora a profilo continuo Monaco 2301 attribuita al Pittore di Andocide. Le coppe a occhioni erano solitamente decorate con figure nere all'interno e figure rosse sulle pareti esterne. Tuttavia, vi erano eccezioni, come la kylix del Pittore di Andocide conservata al Museo archeologico regionale Antonio Salinas di Palermo, in cui l'esterno era dipinto a metà con figure nere e a metà con figure rosse.

### Periodo ellenistico

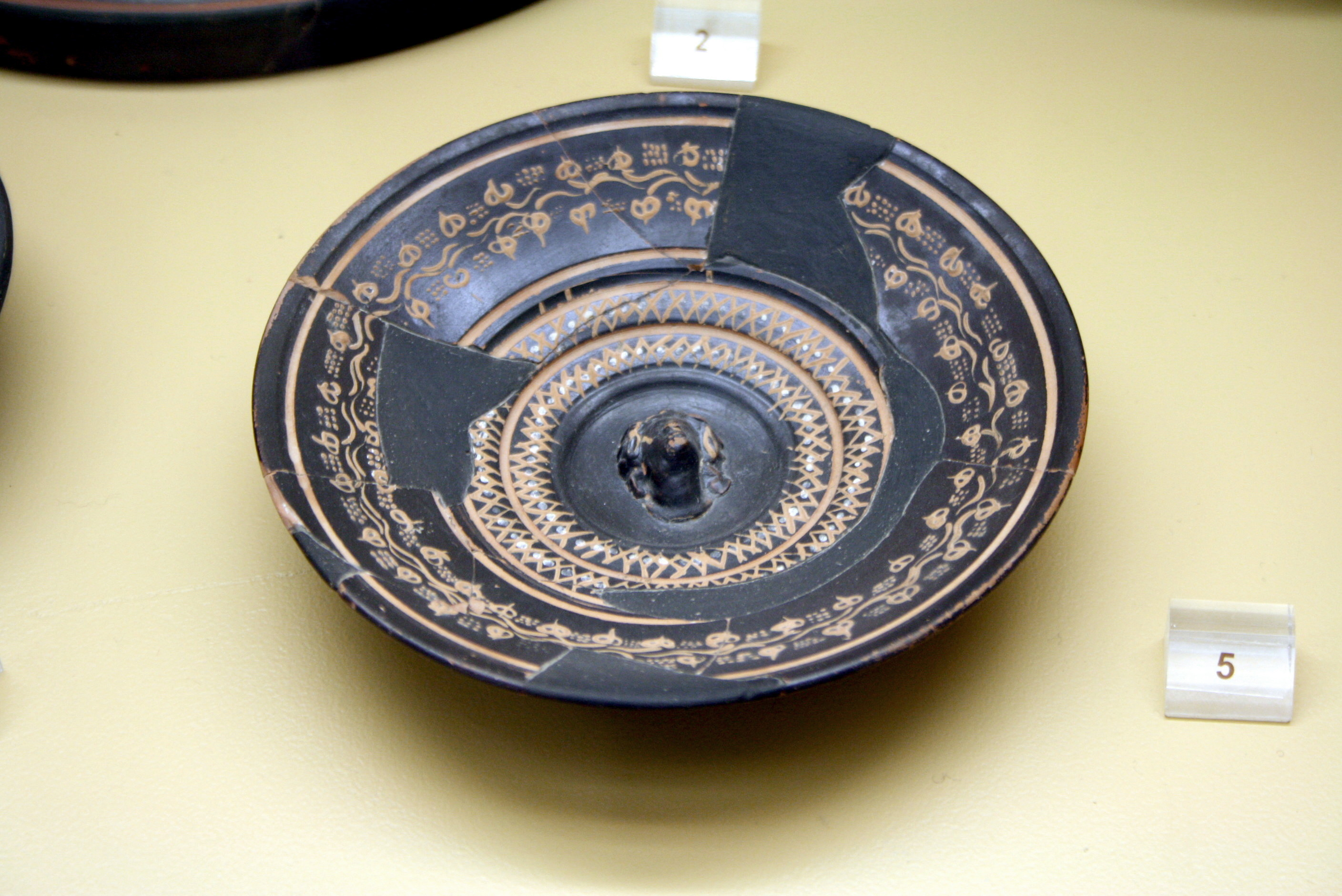
West Slope, phiale. Atene, Museo dell'antica agorà.

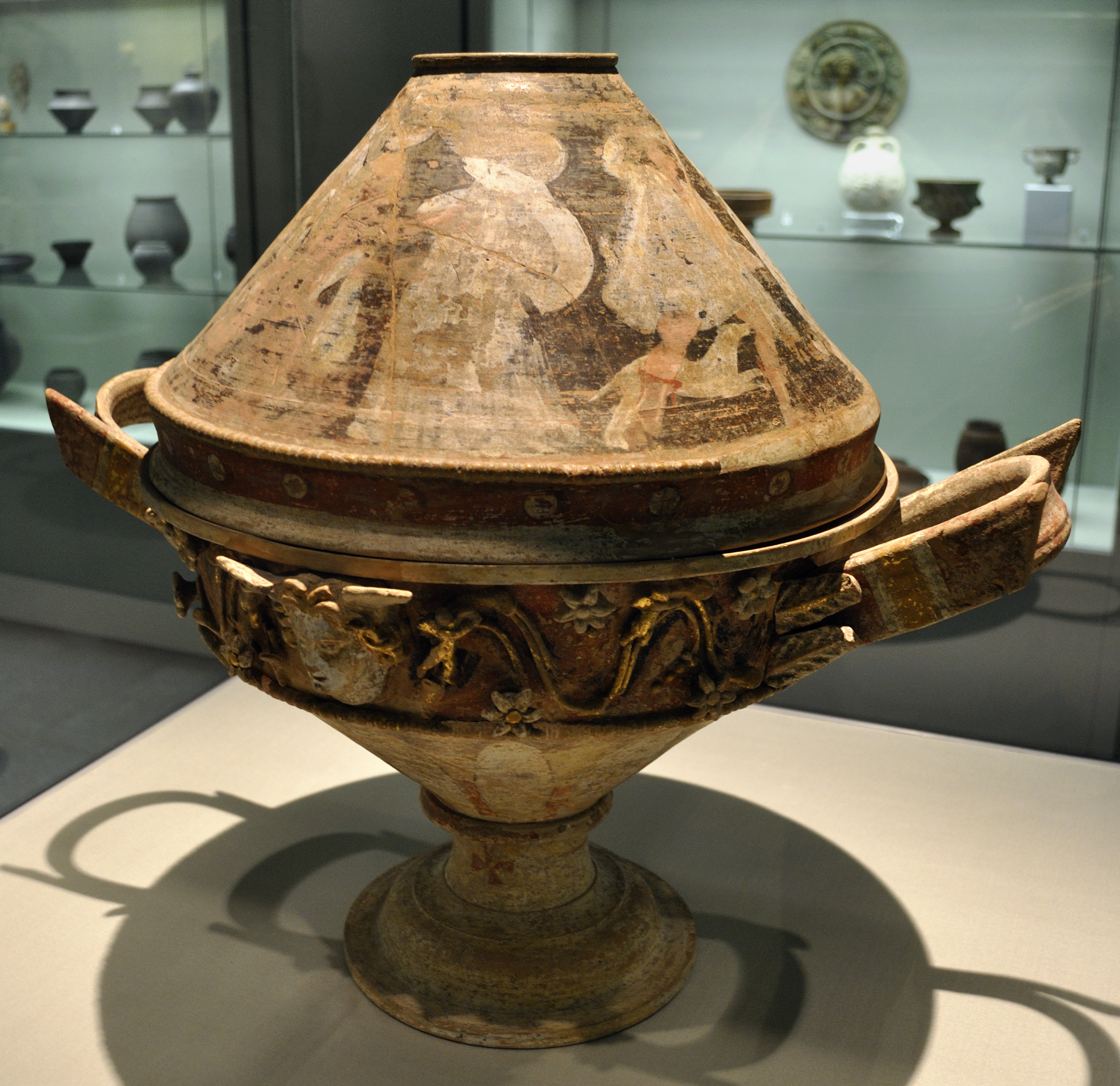
Lekanis centuripino al Museo di Düsseldorf

In epoca ellenistica i centri di produzione sono meno concentrati e più vari sia in Oriente che in Occidente. Dalla fine del IV secolo a.C. si assiste ad una lenta decadenza della tecnica a figure rosse e diventa frequente l'utilizzo della vernice nera brillante, decorata a stampo o a rilievo seguendo modelli vascolari metallici. Le ceramiche ellenistiche decorate sono una minoranza se confrontate con la produzione riservata alla cottura, alla mensa e al trasporto: il metallo e il vetro avevano ormai sostituito in gran parte le migliori ceramiche dipinte.
Una produzione tipica del periodo, con sovradipinture bianche, gialle e dettagli incisi su fondo nero, è rappresentata dalla ceramica delle pendici occidentali (West Slope), così chiamata perché attestata in rinvenimenti fittili nella parte occidentale dell'acropoli di Atene.
Legate solo convenzionalmente al luogo dei primi ritrovamenti, ma prodotte in modo diffuso, sono le coppe megaresi (da Megara, nei pressi di Corinto): prive di piede e con piccole anse ad anello presentano una forma riconducibile a quella dello skyphos e sono decorate a rilievo con schemi floreali e figurativi.
Tipica e diffusa nel periodo ellenistico è anche una classe che prende il nome dalla frequente piccola brocca chiamata lagynos, dal collo alto e sottile e dal corpo allargato e basso (ma la classe comprende anche coppe, piatti e piccole oinochoai), decorata con ingubbiatura chiara e prodotta a Pergamo e nei territori del mediterraneo orientale. L'ornamentazione tipica è fitomorfa e si presenta comunemente sulla spalla della brocca, ma possono trovarvisi anche piccoli oggetti, strumenti musicali e delfini.
Al di fuori della Grecia continentale furono molto floride la scuola cretese, luogo di origine della cosiddetta ceramica di Hadra, prodotta in seguito anche ad Alessandria e altrove.
In Italia è da notare la scuola apula dalla quale si sviluppò la ceramica di Egnazia; si distinguono ancora in epoca ellenistica i vasi canosini in Apulia. In Sicilia si sviluppa, dalla fine del IV secolo, la ceramica di Centuripe con la produzione di vasi funerari o nuziali, Pyxis, Lebes e Lekanis con decorazione policroma su fondo rosato applicata dopo la cottura e con aggiunte plastiche in argilla e statuine fittili, teste, clipei. In Campania si producono i vasi caleni (da Cales), costituiti da forme piccole, a vernice nera con figure a rilievo o impresse.

### Periodo romano
Già nel periodo ellenistico si assistette a una semplificazione delle forme ceramiche e della loro decorazione, anche per il venir meno del loro impiego in ambito funebre. Tali tendenze furono ulteriormente accentuate durante la denominazione romana, quando la Grecia si adeguò alla produzione più corrente del resto dell'Impero, perdendo il primato di centro produttivo ceramico
Nelle province orientali dell'Impero Romano, erano presenti diverse industrie che producevano pregiati manufatti da tavola rossi con superfici lisce e lucide, a partire circa dalla metà del II secolo a.C., ben prima dell'emergere delle officine italiane di terra sigillata. Entro il I secolo a.C., le loro forme spesso seguivano da vicino le forme della ceramica aretina. Sembrava che vi fossero centri di produzione in Siria; nella parte occidentale della Turchia, esportati attraverso Efeso, Pergamo e Çandarlı, vicino a Pergamo, oltre a Cipro, ma gli archeologi spesso si riferiscono alla sigillata orientale A della Siria settentrionale, alla sigillata orientale B di Tralles in Asia Minore, alla sigillata orientale C dell'antica Pitane e alla sigillata orientale D (o sigillata cipriota) di Cipro, poiché c'è ancora molto da apprendere su questo materiale. Mentre si sa che la sigillata orientale C proviene da Çandarli (antica Pitane), probabilmente vi erano altre officine nella regione più ampia di Pergamo. Entro l'inizio del II secolo d.C., quando la terra sigillata samiana gallica dominava completamente i mercati nelle province settentrionali, le sigillate orientali stavano cominciando a essere soppiantate dall'ascesa dell'importanza delle ceramiche africane a pasta rossa nel Mediterraneo e nell'Impero Orientale. Nel IV secolo d.C., la ceramica a pasta rossa di Focea compare come successore della sigillata orientale C.
Negli anni 1980 sono state distinte due principali gruppi di terra sigillata orientale nel bacino del Mediterraneo orientale come ETS-I ed ETS-II, in base alle loro impronte chimiche rivelate da analisi di attivazione neutronica strumentale (INAA). L'ETS-I aveva origine nell'isola di Cipro orientale, mentre l'ETS-II era probabilmente prodotto in Panfilia, a Perge, Aspendo e Side. Tuttavia, questa classificazione è stata criticata e non è universalmente accettata. Un quartiere di vasai a Sagalasso, nell'entroterra della costa meridionale della Turchia, è stato scavato a partire dalla sua scoperta nel 1987, e le sue ceramiche sono state rintracciate in molti siti della regione. Questa produzione è stata attiva circa dal 25 al 550 d.C.

### Periodo bizantino

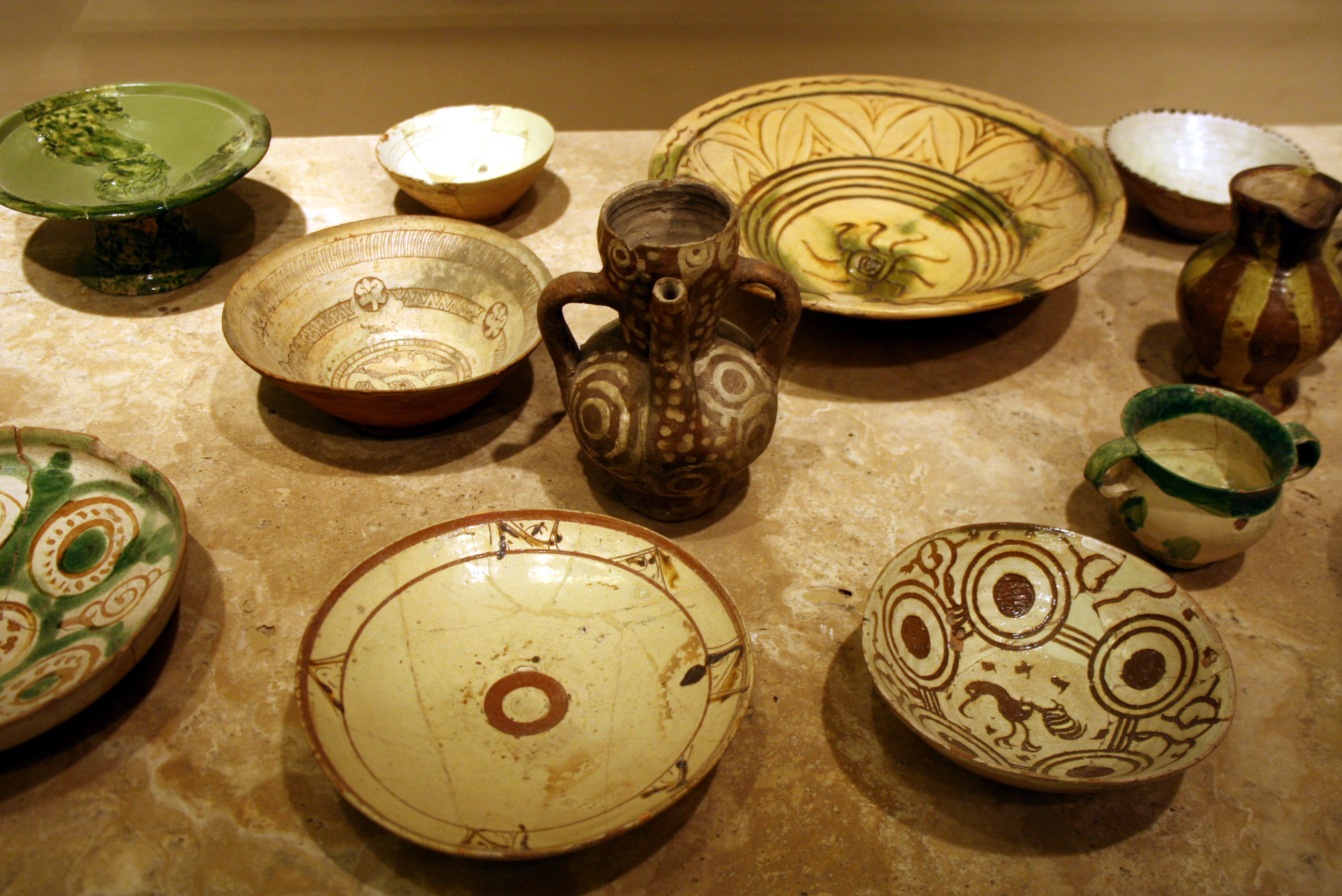
Ceramiche bizantine nel museo Bizantino di Atene

Nel periodo bizantino la produzione ceramica greca diventò essenzialmente grezza, poiché la ceramica non veniva più utilizzata sulle tavole dei ricchi, i quali mangiavano sull'argenteria. Nel basso medioevo si sviluppò un tipo di ceramica ingobbiata e invetriata, talvolta con semplici decori incisi e con un paio di colorazioni disponibili, che rappresentava una variante dei modelli islamici, soprattutto iraniani e nordafricani, molto più semplice delle coeve lavorazioni in Italia e Spagna.